# Evangelische Kirche Budberg

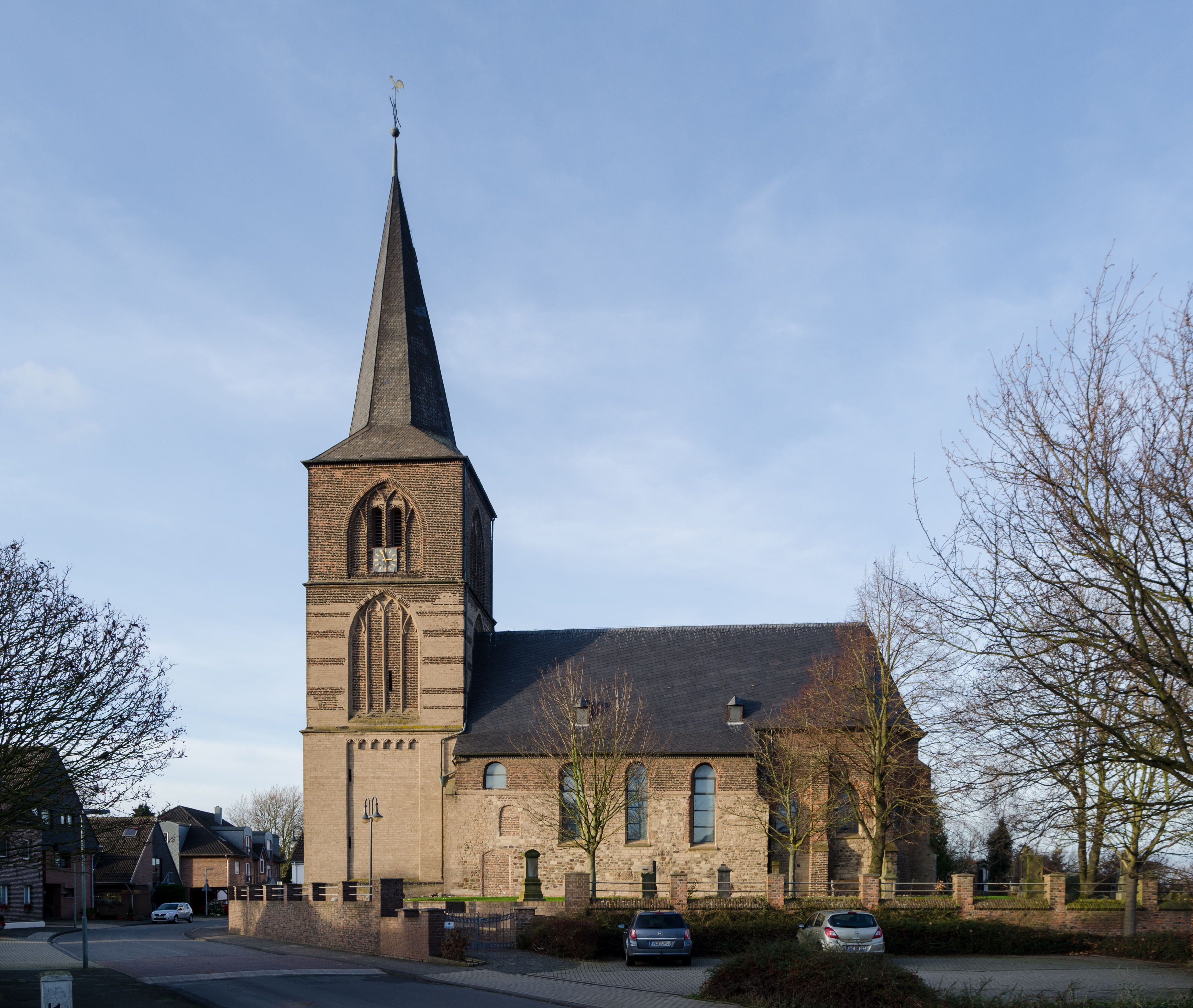
Evangelische Kirche (Dezember 2015)

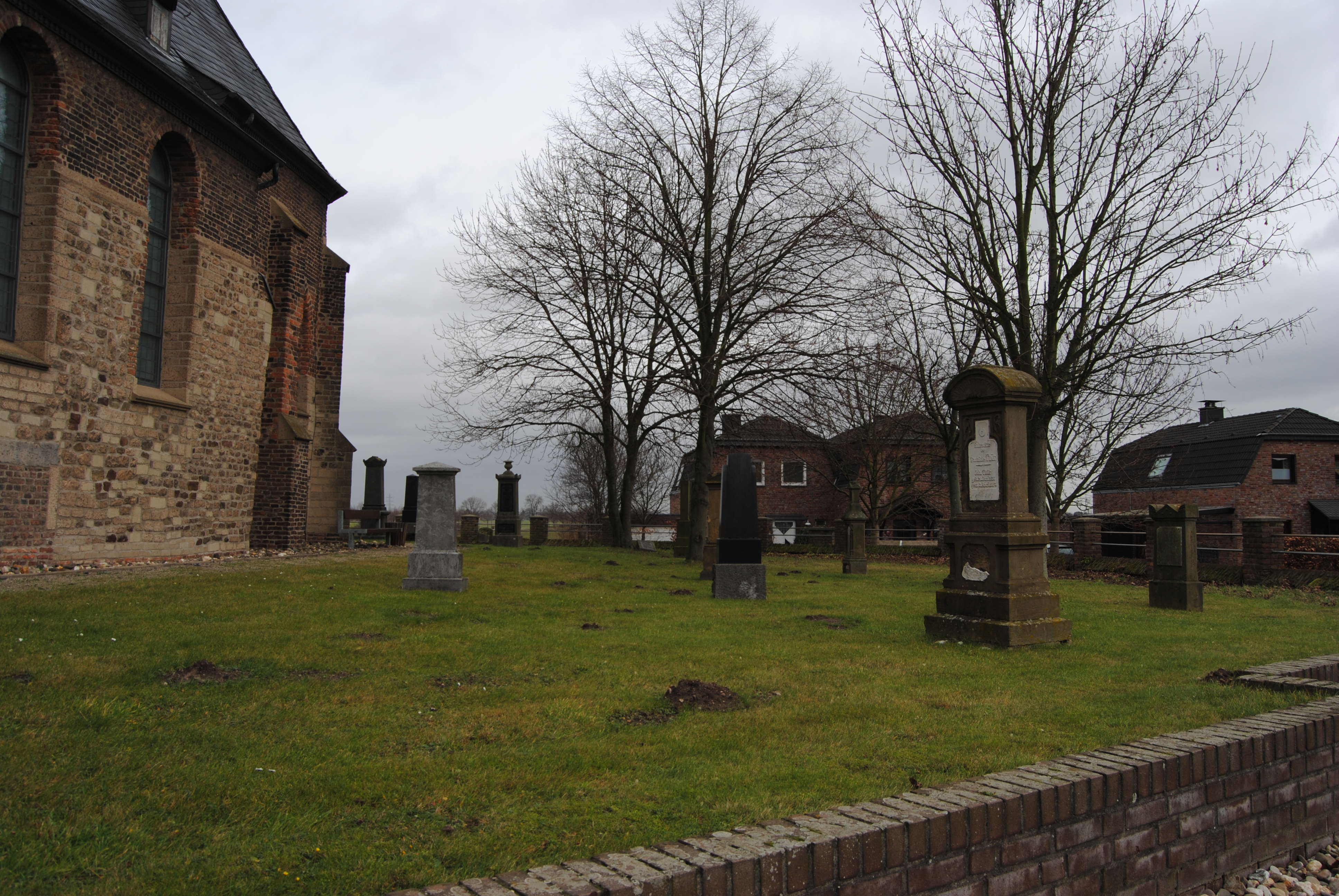
Alte Grabsteine vor der Kirche (2011)

Die evangelische Kirche ist ein denkmalgeschütztes Kirchengebäude in Budberg, einem Ortsteil von Rheinberg im Kreis Wesel (Nordrhein-Westfalen). Die Kirchengemeinde gehört zum Kirchenkreis Moers der Evangelischen Kirche im Rheinland.

## Geschichte und Architektur
An einen dem heiligen Lambertus geweihten Saalbau des 12. Jahrhunderts wurde im 15. Jahrhundert ein dreiseitiger Chorschluss und ein mächtiger Westturm angefügt. Das Innere der Kirche wurde gewölbt. Im 18. Jahrhundert wurden die Wände erhöht und es wurde eine Flachdecke eingezogen. In derselben Zeit wurden neue Fenster eingebrochen. Das Gebäude wurde 1817 restauriert. Nach leichten Kriegsschäden im Zweiten Weltkrieg wurde bis 1949 renoviert. 1994/95 wurden Sicherungsmaßnahmen notwendig.
Bei der jüngsten Renovierung im Jahr 2000 wurden moderne Fenster, geschaffen von Joachim Klos, die die sieben Bitten des Vater Unsers symbolisieren, eingebaut.
Die stark geflickten Außenmauern enthalten noch das Bruchsteinmauerwerk der romanischen Kirche, bestehend aus Grauwacke, Tuffstein und Quarziten. Darin befinden sich wiederverwendete Ziegelbrocken und ein Grabsteinfragment von einer römischen Trümmerstätte. Die Reste der romanischen Rundbogenfenster sind vermauert. Das romanische Südportal mit einem Sturz aus Trachyt ist noch erkennbar. Der spätgotische Turm unter einer achtseitigen, geknickten Schieferpyramide ist in unregelmäßigem Wechsel aus Tuff und Backstein gemauert. Er ist durch ein Fensternischenportal und Maßwerkblenden gegliedert.

## Denkmalschutz
Die evangelische Kirche Budberg wurde am 4. August 1986 unter der Nummer 76 in die Liste der Baudenkmäler in Rheinberg eingetragen.